# کارشناسی ارشد هنرهای زیبا
کارشناسی ارشد هنرهای زیبا (انگلیسی: Master of Fine Arts:MFA) یک مدرک نهایی در هنرهای زیبا است، از جمله هنرهای تجسمی، نویسندگی خلاق، طراحی گرافیک، عکاسی، فیلمسازی، رقص، تئاتر، سایر هنرهای نمایشی و در برخی موارد، مدیریت تئاتر یا مدیریت هنری.
این یک مدرک تحصیلات تکمیلی است که معمولاً پس از مدرک لیسانس به دو تا سه سال تحصیل کارشناسی ارشد نیاز دارد، اگرچه مدت تحصیل در کشور یا دانشگاه متفاوت است. دوره‌های آموزشی عمدتاً ماهیت کاربردی یا نمایشی دارند و این برنامه اغلب به یک نمایشگاه پایان‌نامه یا پرفورمانس ختم می‌شود. اولین دانشگاهی که دانشجویان را در مقطع کارشناسی ارشد هنرهای زیبا پذیرفت، دانشگاه آیووا در سال ۱۹۴۰ بود.

## الزامات
یک داوطلب برای MFA معمولاً قبل از پذیرش، مدرک کارشناسی دارد، اما بسیاری از موسسات الزامی نمی‌بینند که رشته کارشناسی داوطلب با مسیر تحصیلی پیشنهادی آنها در برنامه MFA مطابقت داشته باشد. الزامات پذیرش اغلب شامل نمونه‌ای از آثار هنری یا یک اجرای آزمون است.

## مقایسه با مدارک مرتبط
کارشناسی ارشد هنرهای زیبا با ام‌ای متفاوت است، زیرا MFA، در حالی که هنوز یک برنامه دانشگاهی است، بر تمرین هنری حرفه‌ای در زمینه خاص تمرکز دارد، در حالی که برنامه‌هایی که به MA منجر می‌شوند معمولاً بر مطالعه علمی، دانشگاهی یا انتقادی آن زمینه تمرکز دارند. علاوه بر این، در ایالات متحده، مدرک کارشناسی ارشد هنرهای زیبا (MFA) معمولاً به عنوان یک مدرک نهایی برای متخصصان هنرهای تجسمی، طراحی، رقص، عکاسی، تئاتر، فیلم/ویدئو، رسانه‌های جدید و نویسندگی خلاق شناخته می‌شود - به این معنی که بالاترین مدرک در رشته خود محسوب می‌شود و فرد را برای استاد شدن در سطح دانشگاه در این رشته‌ها واجد شرایط می‌کند.